# Nicolas Guillou
Nicolas Guillou est un scénariste, réalisateur et acteur français, installé dans les Côtes-d'Armor qu'il place souvent au cœur de ses oeuvres.

## Biographie
Après des études d'ingénieur à Rennes, et un passage au cours Florent, Nicolas Guillou passe à la réalisation en 2002. Il crée dans le même temps une société de production audiovisuelle, Vent d’Ouest, qui s'appuie en partie sur des souscriptions pour financer ses projets comme pour le tournage d'Entre nous deux, entamé en 2009, dans lequel il joue.
Il repasse devant la caméra pour le film Seule... mais pas trop ! d'Alexandra Robert, en 2017.
En 2019, son troisième film Le Réseau Shelburn mobilise, avec un faible budget de 64 000 €, 70 comédiens et 500 figurants. Il y présente les points de vue de résistants costarmoricains, particulièrement féminins, impliqué dans ce réseau animé par une branche du MI9 britannique. Le tournage dure 3 ans. Présenté lors d'avant-premières en Normandie et en Bretagne, le film reçoit un assez bon accueil public. Côté critique, La Croix juge le film « nécessaire » sur le plan historique, mais « plombé [par des] dialogues convenus et [un] réalisme caricatural ».
Son dernier film, Nous serons toujours là! Plogoff 1980, sort en 2024, en français et doublé en langue bretonne. Projeté lui aussi en avant-première en Bretagne, il revient, sous forme fictionnelle, sur le mouvement des habitants de Plogoff, mobilisés dès 1978 contre un projet de centrale nucléaire, abandonné en 1981.
En 2025, il annonce le lancement d'un festival de cinéma dont il est cocréateur, Les "Étoiles de Perros", dont la première édition se tient du 3 au 5 avril 2025.

## Filmographie
- 2005 : Terre de sang
- 2010 : Entre nous deux
- 2019 : Le Réseau Shelburn
- 2024 : Nous serons toujours là! Plogoff 1980